# Friedrich Georg Ernst Albert
Friedrich Georg Ernst Albert (* 24. Mai 1860 in Münchenhof; † 17. Dezember 1944 in Weimar) war ein deutscher Agrarwissenschaftler.

## Leben
Albert besuchte das Domgymnasium in Halberstadt, 1880/81 die landwirtschaftliche Hochschule Berlin und 1882/83 die Universität Göttingen, wo er am 3. März 1883 zum Doktor der Philosophie promovierte. Danach war er als Landwirt praktisch tätig. Nachdem er in Halle von 1887 – 1888 weitere landwirtschaftliche Studien betrieben hatte, wirkte er seit dem 10. August 1889 als Privatdozent für Landwirtschaft an der Universität Halle-Wittenberg, wo ihm am 22. Dezember 1890 eine außerordentliche Professur der Landwirtschaft übertragen wurde. Am 26. Oktober 1901 wurde er ordentlicher Professor der Landwirtschaft an der Universität Gießen und Direktor des landwirtschaftlichen Instituts. Am 1. Oktober 1903 ging er in gleicher Funktion an die Universität Königsberg, wo er 1910 emeritiert wurde. Über seinen nachfolgenden Werdegang ist bisher nichts bekannt geworden.

## Werke
- Untersuchungen über Grünpressfutter. 1890
- Fütterungsversuche auf d. Versuchswirtsch. Lauchstedt. 1896
- D. Konservierg. D. Futterpflanzen. 1903

Herausgeber
- M. Märcker: Fütterungslehre.